# Opłacone krwią
Opłacone krwią (ang. Bleed for This) – amerykański film biograficzny z 2016 roku w reżyserii Bena Youngera, opowiadający o życiu byłego profesjonalnego boksera Vinny’ego Pazienza. Wyprodukowany przez wytwórnię Open Road Films. Główne role w filmie zagrali Miles Teller, Aaron Eckhart, Katey Sagal, Ciarán Hinds i Ted Levine.
Premiera filmu odbyła się 2 września 2016 podczas 43. Festiwalu Filmowego Telluride. Dwa miesiące później, 18 listopada, obraz trafił do kin na terenie Stanów Zjednoczonych.

## Fabuła
Film opisuje historię młodego amerykańskiego boksera Vinny’ego Pazienza (Miles Teller), który odnosi kolejne sukcesy. Jego bokserką karierę przerywa wypadek samochodowy. Sportowiec doznaje poważnego urazu kręgosłupa i nie może chodzić. Mężczyzna nie traci jednak wiary i wie, że powróci na ring.

## Obsada
- Miles Teller jako Vincenzo "Vinny The Pazmanian Devil" Pazienza
- Aaron Eckhart jako Kevin Rooney
- Katey Sagal jako Louise Pazienza
- Ciarán Hinds jako Angelo Pazienza
- Ted Levine jako Lou Duva
- Jordan Gelber jako Dan Duva
- Daniel Sauli jako Jon
- Amanda Clayton jako Doreen Pazienza

## Produkcja
Zdjęcia do filmu zrealizowano w Providence (Rhode Island).

## Odbiór

### Krytyka
Film Opłacone krwią spotkał się z pozytywną reakcją krytyków. W serwisie Rotten Tomatoes 70% ze stu dwudziestu recenzji filmu jest pozytywna (średnia ocen wyniosła 6,2 na 10). Na portalu Metacritic średnia ocen z 34 recenzji wyniosła 62 punkty na 100.

### Nagrody i nominacje
| Rok  | Miejsce                                       | Nagroda                                                                        | Kategoria       | Odbiorcy i nominowani | Wynik     |
| ---- | --------------------------------------------- | ------------------------------------------------------------------------------ | --------------- | --------------------- | --------- |
| 2016 | 41. Międzynarodowy Festiwal Filmowy w Toronto | Nagroda Festiwalowa w sekcji 'Prezentacje Specjalne' ('Special Presentations') | Udział w sekcji | Ben Younger           | nominacja |